# Simulium wangxianense
Simulium wangxianense es una especie de insecto del género Simulium, familia Simuliidae, orden Diptera.

## Taxonomía
Fue descrita científicamente por Chen, Zhang & Bi, 2004. Fue publicada en Descriptions of three new species of Simulium (subg. Nevermannia) from Hunan Province, China (Diptera, Simuliidae).  29(2), Apr 2004: 365-371. 